# Guillaume Bonnet (cyclisme)
Pour les articles homonymes, voir Guillaume Bonnet et Bonnet.
Guillaume Bonnet, né le 23 juin 1989 à Montpellier, est un coureur cycliste français.

## Palmarès et résultats

### Palmarès par année
- 2010
  - Prologue du Tour du Gévaudan (contre-la-montre par équipes)
- 2011
  - 3e du Circuit des communes de la vallée du Bédat
  - 3e du Grand Prix de Saint-Étienne Loire
  - 3e des Boucles du Tarn et du Sidobre
- 2012
  - Prix de Joinville
  - Troyes-Dijon
  - 2e du Circuit des Quatre Cantons
  - 2e du Circuit de l'Étang
  - 2e du Grand Prix de Villapourçon
  - 3e du Grand Prix de Saint-Étienne Loire
  - 3e du Tour du Charolais
- 2013
  - Grand Prix de Saint-Saulge
  - Grand Prix Serra-Delorme
  - 2e étape du Tour Nivernais Morvan
  - 2e du Circuit des Quatre Cantons
  - 3e des Boucles de la Marne
- 2014
  - Tour du Charolais
  - Grimpée de la station Gap Romette
  - 1re étape de l'Essor breton
  - 2e étape du Tour d'Auvergne
- 2015
  - 3e étape des Boucles du Haut-Var
  - Tour du Pays Roannais :
    - Classement général
    - 2e étape

  - 3e du Tour de Côte-d'Or
- 2016
  - Trophée Alpes Azur :
    - Classement général
    - 1re étape

  - 2e étape du Tour de la Dordogne
  - 1re étape du Tour du Chablais
  - 2e du Grand Prix de Puy-l'Évêque
  - 3e du Tour de la Dordogne

### Classements mondiaux
| Année            | 2011 |
| ---------------- | ---- |
| UCI America Tour | 266e |